# Freiwächter
Freiwächter heißen an Bord von Kriegsschiffen diejenigen Mannschaften, die keine Wache gehen, weil sie besondere Dienste verrichten, zum Beispiel die Schreiber, Köche, Kellner usw. Im weiteren Sinne werden so alle bezeichnet, die auf Freiwache sind.
Freiwächter hießen ferner unter bestimmten Voraussetzungen beurlaubte Mannschaften in der preußischen Armee. Dort wurde es um 1770 bei den Kompanie- und Eskadronschefs üblich, Mannschaften unter der Bedingung zu beurlauben, dass sie die Garnison nicht verließen und auf ihren Sold verzichteten. Sie durften nun ein bürgerliches Gewerbe betreiben, mussten aber von dem Verdienst dem Kompaniechef abgeben. Dafür wurden sie dann vom Wachdienst befreit und hießen deshalb Freiwächter. Die Chefs benutzten diesen Erwerb als eine Zulage zu ihrem spärlichen Gehalt (Siehe Kompaniewirtschaft). Dieser Missstand wurde erst durch die Preußische Heeresreform beseitigt.
Dieser Artikel basiert auf einem gemeinfreien Text aus Meyers Konversations-Lexikon, 4. Auflage von 1888 bis 1890.